# Sikorsky R-4
De Sikorsky R-4 was de eerste helikopter die in productie werd genomen en was ook de eerste dienstheli van wat in die tijd nog de American Air Force (AAF) was.

## Ontwikkeling en inzet
Het originele militaire model, de XR-4, was ondersteund als de beroemde experimentele VS-300 helikopter, uitgevonden door Igor Sikorsky en openbaar gedemonstreerd in 1940. De XR-4 maakte zijn eerste vlucht op 13 januari 1942 met als resultaat van de succesvolle vluchten dat de United States Army Forces 3 YR-4A’s en 27 YR-4B’s kocht voor diensttests en training.
Van deze 30 vloog er een naar Birma en een naar Alaska terwijl enkele anderen werden aangewezen tot heli’s van de US Navy, US Coast Guard en de Britse Royal Navy. In de Royal Air Force (RAF) dienst waren ze Hoverfly genoemd. De R-4 was de eerste militaire helikopter die de Britse marine in dienst had genomen. Met deze heli begonnen ze in 1945 de Helicopter Training School op de RAF Andover basis. De R-4 presteerde zeer goed en daarom kocht de AAF 100 R-4B’s in mei 1944.

## Musea met R-4's
- National Museum of the United States Air Force in de Wright-Patterson Air Force Base bij Dayton (Ohio).
- RAF Museum bij Hendon in de regio Groot-Londen.
- Canada Aviation Museum in Ottawa (Ontario).